# Земљишна књига
Земљишна књига је јавна евиденција о правима на непокретностима (земљиште и зграде).
Земљишне књиге су формиране на основу података премера и катастра земљишта, и састоје се из:
- главне књиге,
- збирке исправа и
- помоћних регистара.

Земљишно-књижни уложак представља појединачни лист главне књиге и састоји се од: 
- пописног листа - А листа,
- власничког листа - Б листа и
- теретног листа - В листа.[1]

До израде катастра непокретности, подаци о непокретностима и стварним правима на њима водили су се у катастру земљишта, земљишној књизи и књизи тапија.
У земљишну књигу су се уписивале непокретности и права на њима и била је успостављена за 1287 катастарских општина у Републици Србији.
Увођењем катастра непокорености на одређеном подручју, престају да важе земљишне књиге и сви други системи јавне евиденције непокретности.
Пре почетка израде катастра непокретности, земљишне књиге су биле формиране за 23 одсто катастарских општина у односу на њихов укупан број, и то углавном у Војводини и појединим мањим подручјима у централној Србији. У неким општинама где нису формиране земљишне књиге, формиране су тапијске књиге, где се право власништва стиче уписом у тапијску књигу и издавањем тапије. Пренос својине обавља се преносом тапије.

## Земљишне књиге према српском грађанском законику из 1844. године
Први грађански законик у нововековној Србији, Српски грађански законик из 1844. године, донет је управо због потребе да се уреде својинскоправни, а пре свега земљишноправни односи у Кнежевини Србији. Њиме је прописано да су за стицање стварних права неопходни правни основ и законит начин прибављања, а тај законит начин прибављања састојао се у упису непокретности у земљишне, тзв.баштинске књиге, што је био покушај да се у Србију уведе систем земљишних књига какав је постојао у Аустрији у том тренутку. Аустријски систем земљишних књига пружао је потпуну правну сигурност носиоцима стварних права над непокретностима. Суштина тог система била је да онај који је уписан у земљишне књиге сматран власником. Велико поверење у упис у земљишне књиге почивао је на гаранцији да је упис био правилан. Добра страна земљишних књига је у томе што су оне јавне и што се у њима бележе све промене у својини некретнина. Овакав систем је захтевао јако висок степен стручног знања и значајних финансијских средстава, тако да је одлучено да земљишне књиге не буду уведене у правни систем Кнежевине Србије.
Како је одлагано увођење земљишних књига, морао је бити пронађен нови начин да би носиоци стварних права били заштићени. Нађена су два привремена решења: систем тапија за право својине и интабулационе књиге за хипотеку и остала права.
Тапија је била врста османске заоставштине, према српским прописима је била уговор о продаји и куповини некретнине који је био потврђен од општинског суда, полицијске власти и првостепеног суда. У законодавном решењу из 1950. године, тапија која је судски потврђена је имала исту правну важност као и упис у земљишну књигу. Међутим, није имала исту заштиту. Нису постојале посебне књиге у које су тапије биле уписиване, из тог разлога, купци нису могли сазнати сазнати да ли је продавац за исту некретнину већ некоме издао тапију. Због ових недостатака, у Кнежевини Србији је било компликовано прометовати некретнинама.
Увођење земљишних књига је кренуло тек око 1930. године, а до Другог светског рата њима је било обухваћено око једна трећина територије Србије, не рачунајући Војводину.

## Систем тапија
Законодавним решењем од 13. јула 1850. године, било је предвиђено да до установљавања баштинских књига, као привремено решење, тапија потврђена у суду има исту правну важност као и упис у баштинске књиге. Тапијски систем је систем јавног евидентирања на подручјима доратне Србије и Црне Горе. Овај систем су чиниле тапије, тапијске књиге и интабулационе књиге.
Тапије је заправо представљала јавну исправу о преносу права својине на непокретностима. То је био уговор између странака о правном послу који је потврђивала надлежна јавна власт. Закон о издавању тапија донет је 1929. године а 1931. године су унификована правила о њиховом издавању на подручју Касационог суда у Београду и Великог суда у Подгорици.
Општински судови су били надлежни за издавање тапија. Било је детаљно законски уређено како је процес њиховог издавања требао да изгледа. Свака странка која је тражила да јој се изда тапија морала је да достави доказе о свом праву својине и да приложи копију катастарског плана. Општински судови су у тапију уносили велики број података. То су били: Да је та непокретност у својини молиоца, правни однос стицања својине, површину и локацију, да се о тој непокретности не води никакав спор као и навод службености, уколико их је било. Готову тапију је општински суд морао доставити среском суду, који је био надлежан да потврди тапију и унесе је у књигу тапија. Књигу тапија је водио срески суд као суд више инстанце. Књига тапија је уведена већ поменутим Законом о издавању тапија. Она је представљала корак у напред у односу на претходно стање. Уведене су јавност ове исправе, што је даље омогућило већу правну сигурност. Ово представља велики напредак и корак ближе земљишним књигама, на којима су власти напорно радиле да буду уведене, али тадашње имовинско и политичко стање то нису дозвољавали-
Мане тапијског система у односу на систем земљишних књига јесу те да је тапија имала само декларативни карактер, само је декларисано право које је већ постојало, није постојала могућност стварања новог стварног права. За тапијску књигу није важила претпоставка апсолутне тачности.

## Доношење земљишно-књижних закона
Са увођењем земљишних књига у Краљевини Југославији почело се 1930. године и до Другог светског рата њима је била обухваћена трећина територије Србије, не рачунајући Војводину - нпр. у Београду су уведене 1. маја 1936. У мају 1930. године донети су Закон о земљишним књигама и Закон о унутрашњем уређењу, оснивању и исправљању земљишних књига. Израђени су по угледу на аустријске законе и требало је да на јединствен начин уреде правно стање на некретнинама за целу земљу. До почетка Другог светског рата увођење ових прописа није до краја спроведено у целој држави због недостатка времена и новца. У подручјима где нису биле уведене земљишне књиге примењивао се стари тапијски систем.
Земљишнокњижно право је, иначе, део стварног права. Оно је скуп правних правила којима се прописују уписивање некретнина и права а њима у земљишне књиге. У међуратној Југославији постојале су два решења везана за ову грану права, земљишне књиге и тапијски систем.

## Настанак земљишних књига у свету
Готово истовремено земљишне књиге су настале у Аустрији и у Немачкој. Већ је у Аустријском грађанском законику из 1811. године било предвиђено да се стварна права на непокретностима стичу, преносе и губе уписом у земљишне књиге. У обе земље настанак и развој земљишних књига текао је постепено. Разлике у односу на политичко стање у ове две државе одразиле су се и на развој земљишних књига. У Аустрији је постојала јака централна власт, док је Немачка била подељена. Постојање различитих система земљишних књига дале су позитивну последицу, а то је да се упоредним методом дође до најбољег решења, и готово савршеног решења поводом овог питања. Путем лагане и постепене еволуције успостављен модеран систем земљишних књига, који може служити као модел добро уређених и поузданих јавних регистара. Законодавно уређење земљишних књига извршено је најпре у Пруској 1872. године, а затим, годину дана касније у Аустрији, да би на крају био проширен на целу Немачку Законом о земљишним књигама из 1897. године. Данашње земљишнокњижно право у Немачкој заснива се на правилима Немачког грађанског законика и на поменутом Закону о земљишним књигама из 1897. године чије су одредбе у више махова мењане и усавршаване. Аустријско - немачки систем земљишних књига сматра се за један од најбољих у читавом свету. Повољно мишљење о овом систему немају само правници са територије на којој се он користи већ и стручњаци из остатка света. Неке земље које су за време ратовања присајединиле себи територије на којима су се користиле земљишне књиге, наставиле су да их користе иако у остатку територије тих држава су постојали другачији системи јавних регистара (Пример је Француска).

## Кратка историја земљишних књига у Србији
Земљишне књиге су јавни регистри у које се уписују стварна права на непокретностима, као и нека облигациона права. У југословенским земљама које су биле под хабзбуршком влашћу ове књиге су постепено уведене до краја 19. века. Пошто су настајале у различито време, под различитим околностима и на другачије начине су се развијале, настала су четири различита система ових књига. То су: Словеначко-далматински, хрватско-славонски, босанско-херцеговачки и војвођански. У основи свих је био аустријско-немачки тип земљишних књига. Овај тип се одувек сматрао, а и даље важи за најбољи и најпотпунији систем земљишних књига. Овај тип система земљишних књига има ту предност да када неко затражи упис неког стварног права у земљишну књигу, проверава се да ли су испуњени услови за тај упис. На овај начин се обезбеђује правна претпоставка апсолутне тачности земљишних књига. Друга предност овог типа јесте да свака парцела која је уписана има сопствени лист у који се уносе све правне промене.
Катастар је збирка података о земљишту која се добија на основу геодетског премера и класирања земљишта. Он утврђује фактичко стање на непокретностима. Почетком 20. века, новостворена држава имала је амбициозну идеју да уведе катастар на читавој територији. Најпре су били донети прописи о увођењу катастра у Србији и Црној Гори 1920. године. Законом о катастру из 1929. године су прописане основне смернице везане за за величину и квалитет земљишних парцела као и о њиховим поседницама. Следећи корак у историји земљишних књига је било доношење Закона о земљишним књигама и Закона о унутрашњем уређењу, оснивању и исправљању земљишних књига 1930. године. И ови закони су написани по угледу на суседе, Аустријанце. Први од ова два представља копију аустријског закона исте тематике, док се у другом налазе бројна одступања и измене, како би се овај закон ускладио са тадашњим потребама и стањем у држави.
Према овим законима земљишне књиге су се састојале од главне књиге и збирке исправа.
Главна књига је представљала збир уписа свих парцела које су се налазиле на територији једне катастарске општине. Њу су сачињавали земљишнокњижни улошци. Земљишнокњижни уложак је обухватао једно земљишнокњижно тело, које се састојало од једне земљишнокњижне парцеле. Сваки од тих уложака је био састављен од пописног листа, у који су били уписивани сви саставни делови тела, власничког листа, где се наводило право власништва као и ограничења везана за њега и од теретног листа, тамо су се уписивали сви терети који су оптерећивали земљишнокњижно тело.
Збирка исправа је била сачињена од оверених преписа свих исправа на основу којих је извршен упис у главну књигу.
У овом првобитном периоду земљишнокњижног права постојале су три врсте уписа. То су: Укњижба - упис којим се безусловно стичу или бришу права, предбележба - упис или брисање права под одређеним условима и забележба - упис неких правно релевантних чињеница.
Одлике земљишних књига
1. Земљишна књига је потпун правни приказ свих непокретних добара која су предмет промета као и свих права која су по закону предмет уписа у земљишну књигу. Само се уписом у земљишну књигу може осигурати правно стање постојеће на непокретним добрима, само се уписом оно може остварити, на другог пренети или укинути. Зато се сматра да земљишне књиге имају конститутиван карактер, јер се уписом у земљишну књигу ствара стварно право.
2. Земљишну књигу карактерише и сигурност уписа. Законска претпоставка је да је правно стање уписано у земљишну књигу право правно стање.
3. Земљишна књига је прегледан приказ свих непокретности. У њу су уписана сва непокретна добра која су предмет промета, као и сви постојећи правни односи на тим добрима, са свим сопственицима тих права, а упис је такав да се у сваком тренутку на најпрегледнији начин може видети правно стање сваке непокретности
4. Земљишна књига је јавна, свако је може прегледати и из ње узети препис.[12]

Закон о земљишним књигама из 1930. године требао је да омогући несметан промет непокретности и коришћење хипотекарног кредита. Увођење земљишнокњижних прописа није било до краја спроведено, како је за то било потребно изузетно много времена и новца. Овај посао није завршен до почетка Другог светског рата, већ је на снази остао тапијски систем.

## Састав земљишних књига
Земљишна књига у ширем смислу обухвата главну књигу и збирку исправа, са збирком катастарских планова, као и свих регистара, који сви заједно са дневником земљишно-књижних писмена служе за евиденцију правног стања непокретности. Земљишне књиге се заснивају на катастру. Он представља збирку података о земљишту, која се добија на основу геодетског премера и класирања земљишта и утврђује фактичко стање на некретнинама.

### Главна књига
Као што јој само име каже, она чини главни део земљишне књиге. Служи за упис земљишнокњижних тела и промена на њима, као и стварних права која се односе на земљишнокњижна тела и промене на њима. Земљишнокњижни улошци представљају саставни део ових књига и који сви скупа повезани у свеске и одвојени за сваку катастарска општина засебно, чине у ствари листове главне књиге. Поред уписа саме непокретности, овде се уписују и сва права која се односе на ту непокретност, све правно релевантне чињенице које имају имају дејства да прошире обим права на непокретности, односно да га ограниче, једном речју, овде се уписује све оно што је релевантно за одређену непокретност. Упис у главну књигу се врши само и искључиво по судској одлуци, а на захтев странака.
Земљишнокњижни уложак
Као што је већ поменуто, земљишнокњижни уложак представља лист у главној књизи у који је уписано неко непокретно добро са подацима о његовом власнику, теретима и о општем правном стању тог добра. Ово непокретно добро представља предмет уписа у једном земљишнокњижном улошку, а то се у закону назива земљишнокњижно тело које је сачињено од једне или више катастарских парцела које припадају истом сопственику, налазе се у истој општини, нису различито оптерећене и уписане су у једном земљишнокњижном улошку као једна целина. Сваки земљишнокњижни уложак има свој број, који у главној књизи за једну катастарску општину почиње бројем један, па до колико их има. Ради прегледности, Закон је одредио да се сваки земљишнокњижни уложак састоји од три листа, и то: пописни лист, власнички лист и теретни лист.
Пописни лист - Пописни лист садржи опис земљишнокњижног тела, приказује његово фактичко стање, за разлику од друга два листа која служе да би приказала правно стање земљишнокњижног тела. Овај лист има два одељка, лист А и лист А Уписи. Први садржи само саставне делове земљишнокњижног тела, а то су парцеле које он садржи, као и натпис који уписује катастарска општина, број улошка као и ближа ознака земљишта тог улошка. Лист А уписи служи за упис свих права и овлашћења која су скопчана са власништвом земљишнокњижног тела или једног његовог дела.
Власнички лист - Овде се уписују имена власника парцела уписаних у листу А, и сва она ограничења која се односе само на особу тих власника, као субјеката права, а од правног су утицаја за њихово правно располагање са дотичним парцелама. Овај лист обележава се словом " Б".
Теретни лист - У овај лист се уписују сви терети и сва ограничења која дејствују против сваког власника дотичне парцеле уписане у том улошку. Дакле, овде се уписују сва стварна права и терети који ограничавају и сужавају права свагдашњег сопственика, а у исти се уписују и порабна права, право откупа и прекупа.

### Збирка исправа
Од свих оних исправа на основу којих се доноси одлука суда за упис у главну књигу, оставља се по правилу препис исте, или и сам оригинал, по броју дневника земљишнокњижних писмена ређају уједно за све главне књиге и кориче у свеске за сваку годину одвојено. Овако постављене и укоричене исправе чине збирку исправа. Збирка исправа у поређењу са главном књигом има подређену улогу. Она објашњава нејасноће до којих може доћи у главној књизи. Када странка тражи упис у главну књигу, она мора да поднесе исправу на основу које тражи упис, а у тој исправи је констатован правни основ на основу ког суд треба да нареди упис у главној књизи. Уколико странка не достави препис исправе, суд ће у збирку исправа унети оригиналну исправу. Ове исправе морају бити читко написане, уредне, оверене и у случају да су на страном језику, морају бити конкретно преведене. Збирка исправа се води за све главне књиге уједно по годинама, а исправе су изложене по редном броју дневника, који се саставља на свакој исправи са ознаком године из које је број.

### Збирка катастарских планова
Катастарски планови су у ствари нацрти, мапе које плански представљају облик и површину земљишта. Оне служе за оријентацију о положају ових земљишта. Њих саставља катастарска управа. Материјалноправно оне немају доказне снаге у погледу површине земљишта, јер се у њима површина не може доказивати, нити земљишна књига гарантује њихову тачност. Стање уписано у катастарским плановима мора се слагати са стањем уписаним у главној књизи, те се све промене у погледу облика, положаја и културе која је трајна морају уписивати у овим плановима. Да би катастарска управа која је надлежна за спровођење ових промена, могла ту надлежност да испуни, потребно је да се сви закључци суда који дају повода за промене у катастарским плановима доставе управи. Ти закључци се бележе у нарочиту бележницу. У њу се уписује закључак који изазива промену, број парцеле на којој се промена има уцртати као и потврда управе да је уцртавање извршено са датумом уцртавања. Поједине парцеле носе бројеве који се називају катастарским бројевима односних парцела, а њих одређује катастарска управа. Свака парцела мора имати сопствени број, а свака нова парцела мора од катастарске управе да добије свој број како би могла да се упише у земљишну књигу. Земљишнокњижни планови су такође јавни, свако их може разгледати и из њих узети скице.

### Регистри (упитници)
Уписници, спискови и друга помагала сачињавају земљишну књигу у ширем смислу. Ти уписници и спискови су: Дневник земљишнокњижних писмена, списак земљишта, списак особа и остали спискови, уписници и друга помагала.
Дневник земљишнокњижних писмена - Овде се уписују сва писмена која се односе на земљишнокњижне предмете. Сва писмена се уписују у дневник оним редом како је пријемна канцеларија констатовала ред пријема, а без ове констатације, не могу се писмено уводити.
Списак земљишта I и II - У списак земљишта I уписују се сва земљишта једне катастарске општине по аритметичком реду бројева парцела. У други списак се уписују само она земљишта која леже у катастарској општини а нису предмет уписа у земљишној књизи. То су сва јавна добра која се не уписују у земљишну књигу, као и она која су предмет уписа у књигу железница и рудничку књигу.
Списак особа - Уз сваку главну књигу се води и списак особа, а служи као помагало за главну књигу, како би се лакше и брже нашли улошци власника али и сами власници. Ова књига садржи имена свих власника и особа у чију корист је извршен упис у главну књигу. Овај списак се води по азбучном реду презимена, а уз потпуно очево и крштено име уписује се још и место становања и број земљишног улошка у којима је уписано. Овај списак се обично води за сваку општину посебно, али постоји могућност вођења једног за више мањих општина.
У остале спискове, уписнике и друга помагала спадају: списак отпосланих списа, пословни календар, бележница за рокове...

## Уписи у земљишне књиге
Постоје само три врсте књижних уписа, то су: Укљижба, пребележба и забележба.
Укњижба - овиме се права стичу, преносе, ограничавају, или пак, укидају безусловно. За ове уписе није потребно да буду накнадно доказани. Овој врсти уписа одговарају сви начини преноса или оснивања права на непокретним добрима, који без икаквог накнадног оправдавања заснивају правно дејство
Пребележба - Пребележба или уветна стицања чине права односно брисања права, којима право тек треба да се стекне под условом да се оно накнадно оправда.
Забележба - Забележба се још назива и абнотација. Њоме се не стичу стварна права ни безусловно ни накнадним оправдањем, већ она служи како би се истакле одређене правне чињенице, од чијег постојања зависе будући правни односи. Њоме се нотирају и објављују чињенице за које свако треба да зна, те се права која би се стекла после забележбе могла остварити само с обзиром на ту забележбу.

## Катастар непокретности
Главни чланак: Катастар непокретности у Републици Србији
Законом о државном премеру и катастру непокретности предвиђен је прелазак са земљишних књига на катастар непокретности, у који се уписује право својине и друга стварна права на непокретностима, одређена облигациона права која се односе на непокретности, реални терети и ограничења у располагању непокретностима, а такође и упис држаоца непокретности.
Ова промена је текла веома успорено, како је велики број некадашњих уписа у земљишне књиге морао бити поновно уписан у катастар непокретности, а успут су многи подаци изгубљени, измењени, а власници преминули или напустили те парцеле. Најбрже је овај процес текао на земљишту које никада није ни било уписивано у земљишне књиге, те се њихов упис вршио непосредно у катастар непокретности.
Према закону, право својине на непокретности може да се упише као својина одређеног лица, сусвојина, заједничка својина и етажна својина. На непокретностима у државној својини, поред државе као носиоца права својине, уписује се и носилац права коришћења, односно корисник непокретности. На градском грађевинском земљишту уписује се и право коришћења ранијег сопственика земљишта, односно право коришћења другог лица у складу са законом.
Ова права се уписују по самом закону, као што је случај са претварањем друштвене у државну својину, на основу правоснажне одлуке надлежног органа, на пример решења општине о праву коришћења, судске пресуде, решења о наслеђивању, на основу исправе о правном послу у складу са законом, као што је уговор о купопродаји, о поклону, о доживотном издржавању, на основу споразума о накнади за експроприсану непокретност, као и на основу другог акта о конституисању права на непокретностима предвиђеног законом.
Уписи у катастар непокретности носе исте називе као и у ранијим земљишним књигама, то су: укњижба и пребележба.
Укњижба представља упис којим се стичу, престају или се преносе права на одређеној непокретности,
Пребележба је упис којим се условно стичу, преносе или престају права на непокретностима, када исправа није подобна за коначан упис, на пример ако потписи уговарача на уговору нису оверени, ако исправа не садржи овлашћење за укњижбу, или ако одлука надлежног органа није постала правоснажна, односно извршна.